# Le Dernier Envol
 (mai 2017).
Si vous disposez d'ouvrages ou d'articles de référence ou si vous connaissez des sites web de qualité traitant du thème abordé ici, merci de compléter l'article en donnant les références utiles à sa vérifiabilité et en les liant à la section « Notes et références ».
Le Dernier Envol est un album de bande dessinée écrit par Régis Hautière et dessiné par Romain Hugault. Cet album, paru en 2005 (et réédité en octobre 2020) aux éditions Paquet, raconte l'histoire de quatre pilotes de chasse de la Seconde Guerre mondiale dont les chemins vont se croiser par une amère ironie du sort, chacun rencontrera la mort au terme de son "dernier envol".

## Personnages et histoire
- Teruo est un pilote de l’armée impériale japonaise (Dai-Nippon teikoku rikugun kōkū honbu). Il pilote un Misubishi A6M5 « Zero ». Son histoire se déroule en avril 1945. Il a été désigné pour une mission suicide et mourra en s'écrasant sur un porte-avions de l'US Navy. On lit au fur et à mesure du déroulement de sa mission la lettre qu'il a écrite pour son père[1], tradition des pilotes kamikazes avant leur « dernier envol », la fin de sa lettre correspondant à l'explosion de son avion sur le porte-avions.

- Tom est un pilote de l’armée américaine (United States of America Air Force). Il pilote un Republic P47-D « Thunderbolt ». Son histoire se déroule en juin 1944, juste après le débarquement allié de Normandie. On l'a chargé de détruire un train de ravitaillement allemand. Il va être blessé et abattu par la défense anti-aérienne du train, mais réussira à regagner les lignes alliés. Il va être évacué par la suite en Angleterre puis affecté à l'instruction des nouveaux pilotes dans le Pacifique[2]. Il va finalement être tué par l'explosion de l'avion kamikaze du Japonais Teruo.

- Günther est un as de l’armée de l'air allemande (Luftwaffe), baptisé par la presse de son pays "l'expert". Son histoire se déroule en mars 1944. Il pilote un Messerschmitt BF-109 G-10. Il a pour mission l'interception d'une importante formation de bombardiers américains à haute altitude. Au cours de cette mission, il va être touché par le P47-D de l'Américain Tom. Son avion désemparé, lui-même trop blessé pour sauter en parachute, il va mourir quand son avion s'écrasera dans un champ.

- Alain est un pilote français de l’armée de l'air soviétique (Военно-воздушные силы России), au sein du détachement français « régiment de chasse Normandie-Niemen ». Il pilote un Yakovlev YAK-9T. Son histoire se déroule en novembre 1943. Sa dernière mission est l'escorte, en compagnie de son capitaine, d'un avion-cargo à bord duquel se trouve sa petite amie soviétique. Il va devoir engager le combat avec deux Messerschmitt Bf 109 allemands dont l'un est piloté par Günther. Il réussit à en abattre un, mais son avion est également touché et ses canons mis hors d'usage. Pour empêcher le second avion allemand d'abattre l'avion cargo, il entre volontairement en collision avec lui[3], et meurt en sauvant la vie de sa compagne. Il ignore qu'il sauve aussi son fils, dont elle est enceinte. On apprend par la suite que Günther a survécu à cette collision.

## Publications
- Le Dernier Envol, Paquet, coll. « Solo », 2005  (ISBN 2-88890-019-X)[4].
- Le Dernier Envol, Paquet, coll. « Cockpit », 2020  (ISBN 978-2-88932-143-8). Couverture légèrement modifiée.

### Documentation
- T. Pinet, « Le dernier envol », sur BD Gest, 31 octobre 2005.